# Aupaluktut Island
Aupaluktut Island – niezamieszkana wyspa w zatoce Cumberland, w regionie Qikiqtaaluk, na terytorium Nunavut, w Kanadzie.
W pobliżu Aupaluktut Island położone są wyspy: Nuvujen Island, Shakshukuk Island, Opingivik Island, Maktaktujanak Island, Shakshukowshee Island, Kangigutsak Island, Kudjak Island, Nimigen Island i Utsusivik Island.